# San Isidro (Bohol)
San Isidro ist eine philippinische Stadtgemeinde in der Provinz Bohol auf der gleichnamigen Insel. Sie hat 8744 Einwohner (Zensus 1. August 2015).

## Baranggays
San Isidro ist politisch in zwölf Baranggays unterteilt.
| - Abehilan - Baunos - Cabanugan - Caimbang | - Cambansag - Candungao - Cansague Norte - Cansague Sur | - Causwagan Sur - Masonoy - Poblacion - Baryong Daan |

|  |  |